# Lhachen Palgyigön
Lhachen Palgyigön (tibétain : ལྷ་ཆེན་དཔལ་གྱི་མགོན, Wylie : lha chen dpal gyi mgon, THL : Lhachen Palgyigön, parfois orthographié Lhachen Dpalgyimgon) ou plus simplement Dpalgyimgon tibétain : དཔལ་གྱི་མགོན, Wylie : dpal gyi mgon, THL : Dpalgyimgon) ou encore Pelgiy-gon (né vers 930 et décédé en 960) est un roi de Maryul, et est le fils aîné de Kyide Nyimagon (Arrière-petit-fils de Langdarma et petit-fils d'Ösung, dernier empereur de l'Empire du Tibet). Pendant l'ère de la fragmentation de l'Empire du Tibet, ce dernier fuit l'Ü-Tsang en 910, il établit un royaume au Ngari en ou après 912, et annexe Puhrang et le royaume de Gugé. Il établit alors sa capitale à Guge.
Son père lui donne le royaume de Maryul en héritage.
Et à ses deux autres fils, Tashigön (tibétain : བཀྲ་སིས་མགོན, Wylie : bkra sis mgon), second fils et Detsukgön (tibétain : ལྡེ་གཙུག་མགོན, Wylie : lde gtsug mgon), le troisième, héritent respectivement des royaumes de Royaume de Gugé-Purang et de Zanskar. Ces 3 pays réunis sont appelés Ngari Korsum,.

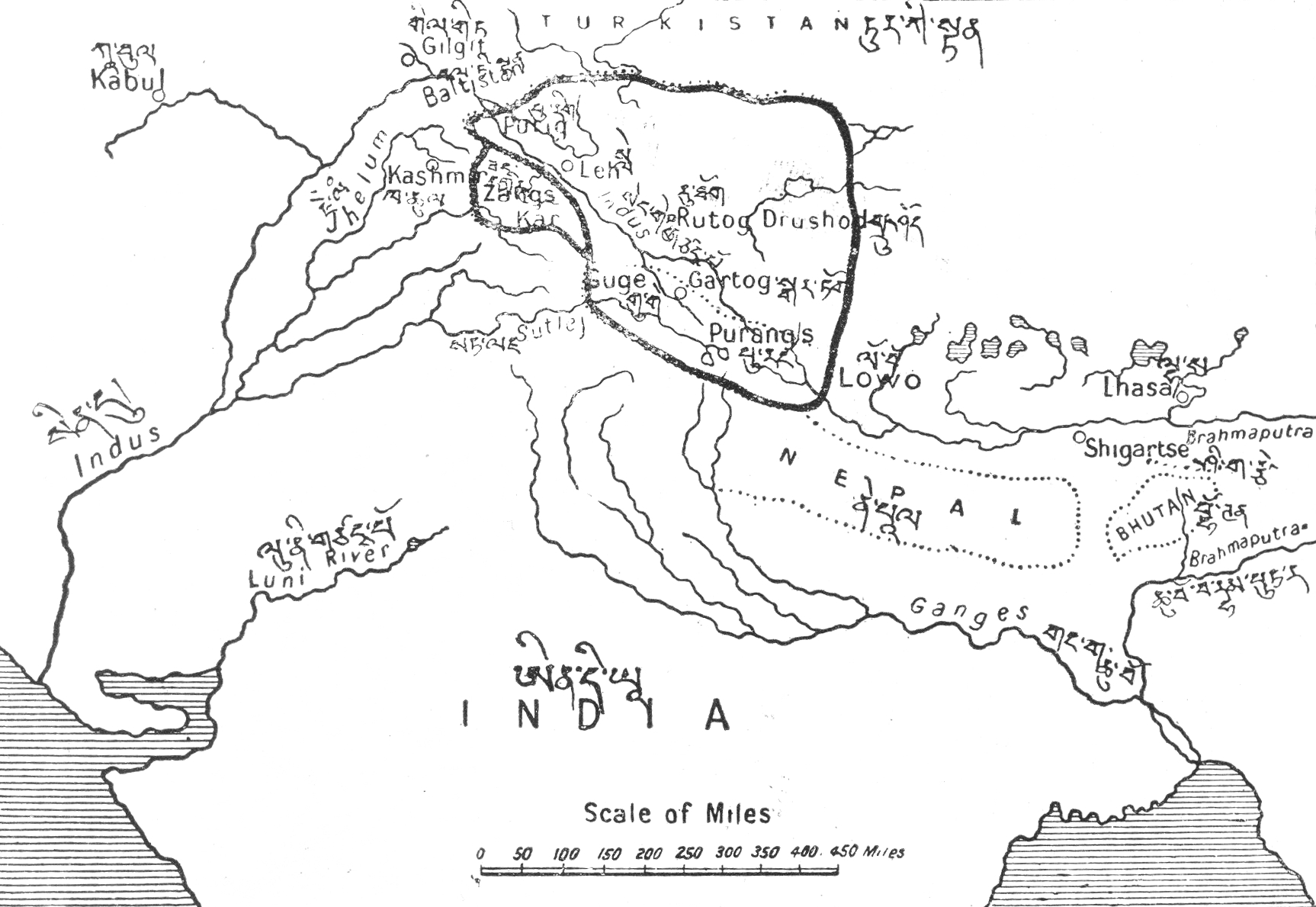
Empire de Nyimagon vers 975

.